# Phaeochrous diversipes
Phaeochrous diversipes är en skalbaggsart som beskrevs av Maurice Pic 1928. Phaeochrous diversipes ingår i släktet Phaeochrous och familjen Hybosoridae. Inga underarter finns listade i Catalogue of Life.